# Clervaux (kanton)
Clervaux (luxemburgiska: Klierf, tyska: Clerf) är en kanton i norra Luxemburg,  50 km norr om huvudstaden Luxemburg, i distriktet Diekirch. Huvudstaden är Clervaux.
Antalet invånare är 13 237.
Clervaux har en total area på 331,75 km².
Följande samhällen finns i Canton de Clervaux:
- Asselborn
- Derenbach
- Fischbach-lès-Clervaux

## Kommuner

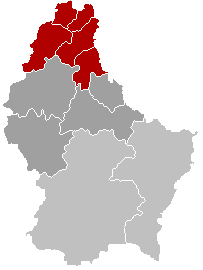
Karta över Luxemburg med Clervaux markerat.

1. Clervaux (1 810)
2. Parc Hosingen
3. Munshausen (887)
4. Troisvierges (2 585)
5. Weiswampach (1 155)
6. Wincrange (3 504)